# Hogeschool Gent
La Hogeschool Gent è, con un budget di 110.000.000 di euro e oltre 15.000 studenti, il più grande collegio universitario del Belgio. Situata a Gand nelle Fiandre, è stata fondata nel 1995 a seguito della fusione di quindici istituti di istruzione superiore non universitari.

## Storia
La fusione di vari istituti di istruzione superiore fa parte di una politica globale della Comunità fiamminga volta a raggruppare, per provincia, le università delle reti ufficiali (istituzioni pubbliche), che in origine avevano la Comunità fiamminga, i comuni o province. I gruppi così costituiti, cinque in numero, costituiscono ciascuno una Vlaamse Autonome Hogeschool (abbreviata in VAH), la Hogeschool Ghent è una di queste cinque VAH, per la provincia delle Fiandre orientali. I VAH hanno una certa autonomia e non appartengono più a nessuna rete educativa in senso classico.
La prima fusione ebbe luogo nel 1995, in seguito al decreto sulle università, la Hogescholendecreet, del 1994, e condusse tredici università, appartenenti alla rete comunale o comunitaria, principalmente Gand, a riunirsi per formare la Hogeschool Gent. L'offerta didattica è stata rielaborata in undici dipartimenti, tutti situati a Gand, tranne uno ad Aalst. La seconda fusione ebbe luogo nel 2001 tra la Hogeschool Gent e la Mercator School, che in precedenza faceva parte della rete provinciale. Dall'anno accademico 2001-2002, la Hogeschool di Gand ha 13 dipartimenti e sette campus.
Al fine di attuare la cosiddetta riforma di Bologna, sono state create una serie di associazioni, ciascuna delle quali coinvolge un'università e diverse hogeschool. Nel 2003, la Hogeschool Gent, insieme alla Hogeschool West-Vlaanderen (Fiandre occidentali) e all'Università Artevelde (vedi sotto), hanno unito le forze con l'Università di Gand.

## Dipartimenti

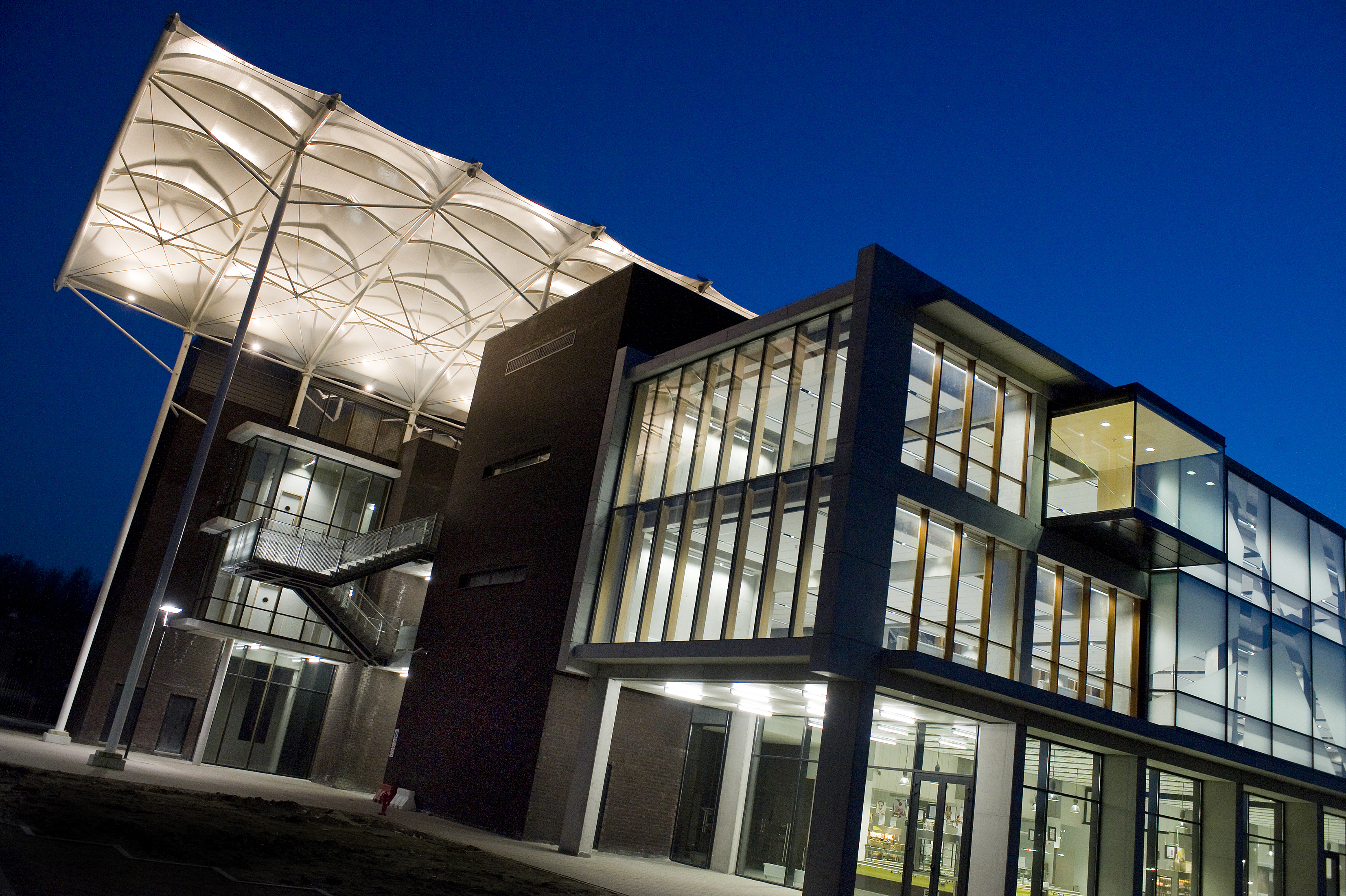
Edificio D del Campus Schoonmeersen

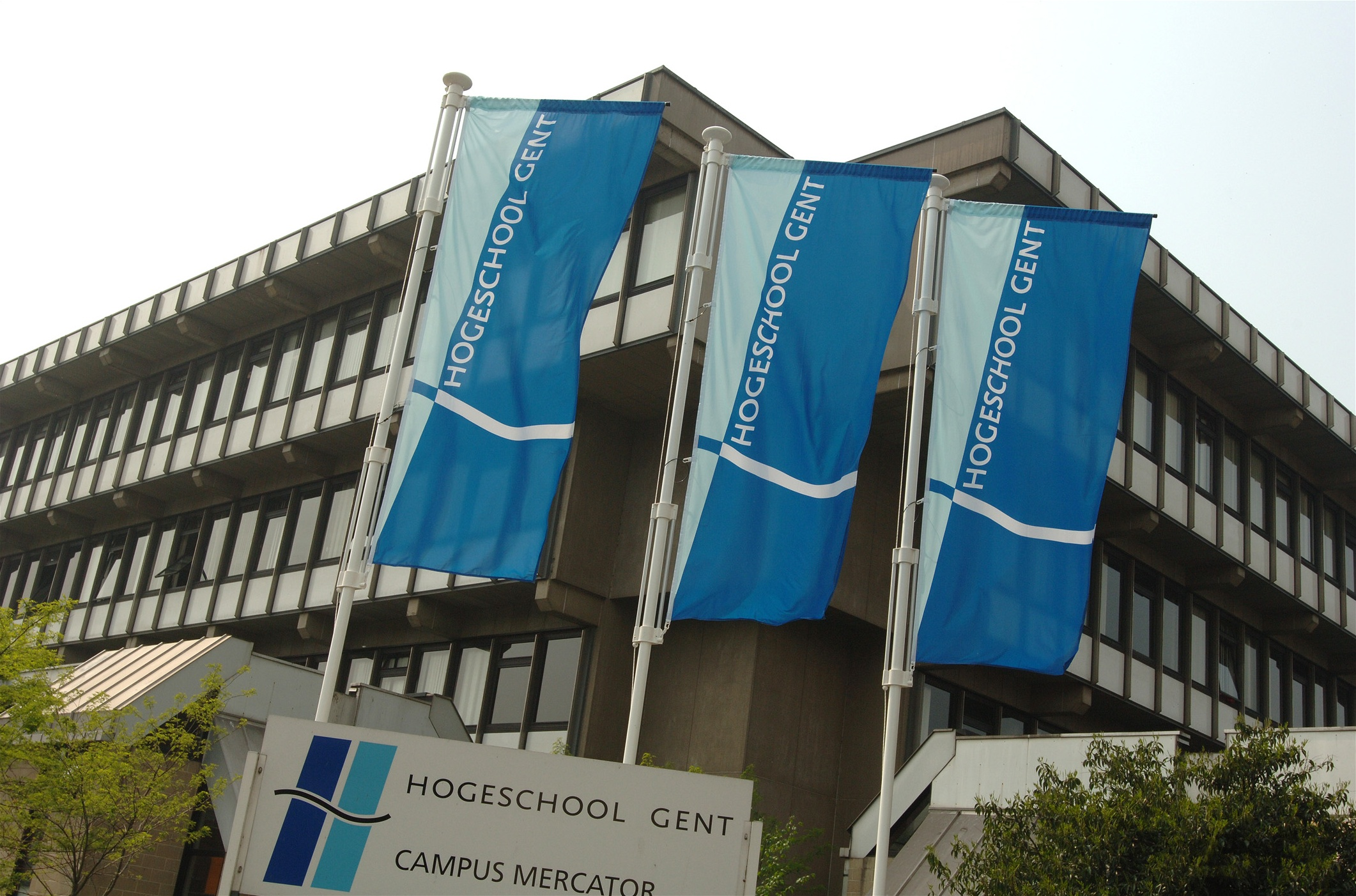
Campus Mercator

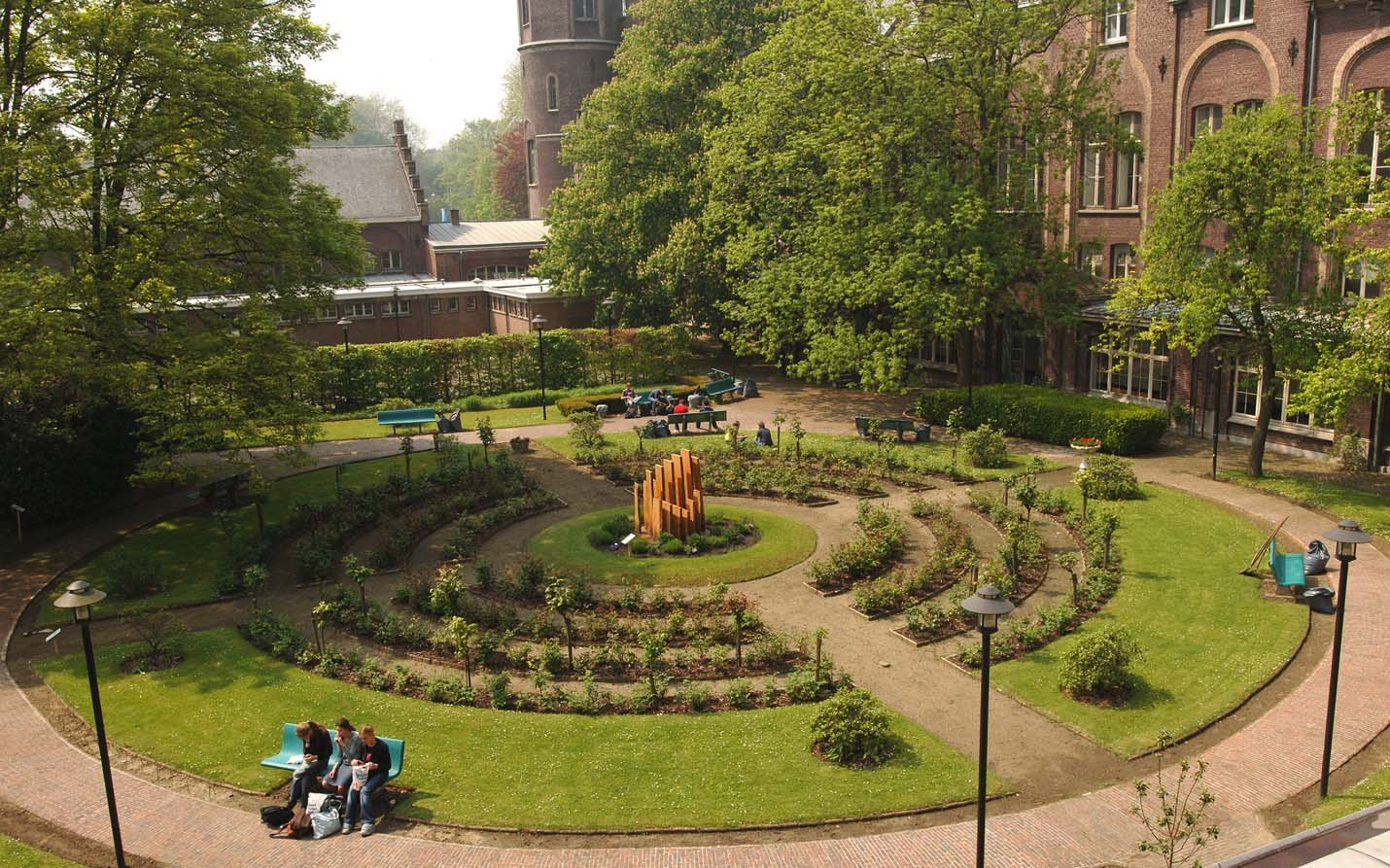
Facoltà di formazione per insegnanti di Ledeganck

L'Hogeschool Gent è, per sua stessa natura, un'istituzione multisettoriale che offre una vasta gamma di corsi. Si compone di tredici dipartimenti:
- L'Accademia reale di belle arti (Koninklijke Academie voor Schone Kunsten - KASK Gent)
- il "Conservatorio reale (Koninklijk Conservatorium)"

Questi ultimi due sono raggruppati come parte della "Scuola d'arte".
- "Gestione aziendale" (Bedrijfskunde), ad Aalst
- "Informazioni commerciali" (Bedrijfsinformatie)
- "Mercator Business Management" (Bedrijfsmanagement Mercator)
- "Scienze della vita e architettura del paesaggio" (Biowetenschappen en Landschapsarchitectuur)
- "Assistenza sanitaria" (Gezondheidszorg Vesalius)
- "Scienze e amministrazione commerciale" (Handelswetenschappen en Bestuurskunde)
- "Scuola normale" (Lerarenopleiding Ledeganck)
- "Socio-pedagogia" (Sociaal Agogisch Werk)
- "Tecnologia"
- "Formazione degli ingegneri industriali" (Toegepaste Ingenieurswetenschappen)
- "Scienza della traduzione" (Vertaalkunde).